# Амвросіївська волость
Амвросіївська волость — історична адміністративно-територіальна одиниця Міуського, потім Таганрізького округу Області Війська Донського з центром у слободі Амвросіївка.
Станом на 1873 рік складалася зі слободи та 4 селищ. Населення — 5581 особа (2859 чоловічої статі та 2732 — жіночої), 877 дворових господарства і 4 окремих будинки.
Поселення волості:
- Амвросіївка — слобода над річкою Кринка за 120 верст від окружної станиці та за 10 верст від Амвросіївської залізничної станції, 4259 осіб, 666 дворових господарства та 4 окремих будинки, у господарствах налічувалось 169 плугів, 429 коней, 621 пара волів, 2353 вівці;
- Ясинівський — селище над річкою Кринка за 89 верст від окружної станиці та за 10 верст від Амвросіївської залізничної станції, 195 особи, 32 дворових господарства;
- Андріянів — селище над балкою Осинівська за 90 верст від окружної станиці та за 7 верст від Миколаївської залізничної станції, 80 осіб, 11 дворових господарств;
- Анастасіївка — селище над балкою Осинівська за 90 верст від окружної станиці та за 7 верст від Миколаївської залізничної станції, 131 особа, 21 дворове господарство;
- Миколаївка — селище над балкою Калинова за 80 верст від окружної станиці та за 3 верст від Миколаївської залізничної станції, 926 осіб, 147 дворових господарств.

Старшинами волості були:
- 1905 року — Іван Федорович Остапенко[2];
- 1907 року — Дмитро Чукаренко[3].
- 1912 року — І. Н. Лепський[4].